# Parmatergus coccinelloides ambrae
Parmatergus coccinelloides là một phân loài nhện trong họ Araneidae.
Loài này thuộc chi Parmatergus. Parmatergus coccinelloides ambrae được M. Emerit miêu tả năm 1994.